# Wulin jiushi
Das Wulin jiushi (chinesisch 武林舊事 / 武林旧事, Pinyin Wǔlín jiùshì – „Die Welt der alten Hauptstadt Wulin (Hangzhou)“) wurde von Zhou Mi (chinesisch 周密) (1232–1298) aus der Zeit der Südlichen Song-Dynastie verfasst. Das Werk umfasst 10 Bücher (juan).
Es enthält Aufzeichnungen der Erinnerungen des Verfassers an Lin’an (临安) (das ist Wulin (武林) sowie das heutige Hangzhou), die Hauptstadt der Südlichen Song-Dynastie vor der Mongolen-Invasion. Thematisch geht der Autor dabei auf „Alle Zeremonien am Kaiserhof, Sitten und Gebräuche verschiedener Gegenden, Markt- und Festtagswaren, die Musikakademie (jiaofang) und das Musikamt (yuebu)“ ein.

## Ess- und Trinkkultur
Dieses Buch bewahrt nicht wenige Materialien zur Küche der damaligen Zeit, es verzeichnet viele an traditionellen Festen gegessene Lebensmittel und die Namen von einigen hundert Essen und Getränken sowie die Speisen des Banketts, das Zhang Jun (张俊) (1086–1164) für Kaiser Gaozong (高宗) gab. Es liefert wichtiges Material für die Erforschung der Lebensmittel und Bankette der alten Zeit und ist damit eine wichtige Quelle zur Geschichte der chinesischen Ess- und Trinkkultur.

## Alte Drucke und moderne Ausgaben
Ein alter Druck ist in der Büchersammlung Zhubuzuzhai congshu (知不足斋丛书) enthalten. In der Ausgabe des Dongjing meng Hua lu (东京梦华录) im Verlag Gudian wenxue chubanshe aus Shanghai ist das Werk im Anhang enthalten. Dessen erste Auflage wurde später korrigiert herausgegeben.